# Liste des châteaux de la Charente-Maritime
Cet article recense de manière non exhaustive les châteaux (de défense ou d'agrément), maisons fortes, mottes castrales, situés dans le département français de Charente-Maritime. Il est fait état des inscriptions et classements au titre des monuments historiques. Ancienne province de l'Aunis et de la Saintonge à l'est.

## Liste
| Icône            | Signification    | Abréviations             | Abréviations                  | Abréviations             | Abréviations           |
| ---------------- | ---------------- | ------------------------ | ----------------------------- | ------------------------ | ---------------------- |
| Château fort     | Château fort     | = Bastide                | = Ferme fortifiée             | = Maison forte           | = (Néo-)Palladianisme  |
| Renaissance      | Renaissance      | = Château gascon         | = Folie (montpelliéraine)     | = Manoir, Gentilhommière | = Résidence épiscopale |
| Domaine viticole | Domaine viticole | = Classicisme, classique | = Forteresse, fort(ification) | = Maison (noble)         | = Style Beaux-Arts     |
| Palais           | Palais           | = Commanderie            | = Gothique (flamboyant)       | = Néo-baroque            | = Style Second Empire  |
| Ruine ou disparu | Ruine, disparu   | = Château pinardier      | = Hôtel particulier           | = Néo-classique          | = Style italianisant   |
|                  |                  | = Demeure seigneuriale   | ... = Style Louis XII...XVI   | = Néo-gothique           | = Style troubadour     |
|                  |                  | = Éclectisme             | = Logis (seigneurial)         | = Néo-Renaissance        | = Villa (de Nice)      |
| Baroque, rococo  | Baroque, rococo  | = Édifice religieux      | = Motte castrale/féodale      | = Pavillon de chasse     | = Styles du XXe siècle |

| Type                                           | Château                                                   | Commune                       | Protection                                                                                                  | Notes                                                                                         | Coordonnées                 | Illustration |
| ---------------------------------------------- | --------------------------------------------------------- | ----------------------------- | --- | --------------------------------------------------------------------------------------------- | --------------------------- | ------------ |
| Renaissance                                    | Château d'Annezay                                         | Annezay                       | | XVIe siècle, actuellement un hôtel                                                            | 46° 00′ 38″ N, 0° 42′ 48″ E |              |
| Château fort                                   | Château d'Ardennes                                        | Fléac-sur-Seugne              | Notice no IA17010001                                                                                        | XIIe et XVe siècles, XVIIe et XVIIIe siècles                                                  | 45° 31′ 28″ N, 0° 30′ 28″ E |              |
| Château fort · Ruine ou disparu                | Château d'Aulnay                                          | Aulnay-de-Saintonge           | Inscrit MH (1925) · Notice no PA00104602                                                                    | XIIIe siècle                                                                                  | 46° 01′ 11″ N, 0° 20′ 46″ E |              |
| Manoir, gentilhommière · Renaissance           | Château d'Authon                                          | Authon-Ébéon                  | Inscrit MH (1972) · Classé MH (1993) · Notice no PA00104607                                                 | XVIe et XIXe siècles                                                                          | 45° 50′ 07″ N, 0° 24′ 14″ E |              |
| Renaissance                                    | Château de Balanzac                                       | Balanzac                      | Inscrit MH (1957, 1994) · Notice no PA00104611                                                              | XVIe et XVIIIe siècles                                                                        | 45° 44′ 23″ N, 0° 50′ 15″ O |              |
| Château fort · Ruine ou disparu                | Château de Bardine                                        | Lorignac                      | | XIIe ou XIIIe siècle                                                                          | 45° 26′ 45″ N, 0° 40′ 56″ O |              |
| Renaissance                                    | Château de Beaufief                                       | Mazeray                       | Inscrit MH (1973) · Notice no PA00104799 · Notice no IA17008861                                             | XVIe et XVIIIe siècles                                                                        | 45° 55′ 37″ N, 0° 33′ 01″ O |              |
| Renaissance                                    | Logis de Beaulieu                                         | La Laigne                     | Inscrit MH (1993) · Notice no PA00125678                                                                    | XVIe et XVIIIe siècles                                                                        | 46° 13′ 19″ N, 0° 45′ 14″ O |              |
| Manoir, gentilhommière · Renaissance           | Château de Beaulon                                        | Saint-Dizant-du-Gua           | Inscrit MH (1987) · Notice no PA00105170 · Notice no IA17008884                                             | XVe et XVIIe siècles                                                                          | 45° 26′ 02″ N, 0° 42′ 17″ O |              |
| Château fort · Ruine ou disparu                | Château de Benon (Tour Duguesclin)                        | Benon                         | | hôtel de ville et tour                                                                        | 46° 12′ 11″ N, 0° 48′ 59″ O |              |
| Renaissance                                    | Château de Berneray                                       | Saint-Savinien                | Inscrit MH (1948) · Notice no PA00105232                                                                    | XVe et XVIIe siècles                                                                          | 45° 54′ 16″ N, 0° 41′ 48″ O |              |
| Château fort · Ruine ou disparu                | Château de Bernessard                                     | Gémozac                       | Inscrit MH (2012) · Notice no PA17000098                                                                    | XVe et XVIIIe siècles                                                                         | 45° 34′ 00″ N, 0° 42′ 23″ O |              |
|                                                | Château de Bignay                                         | Bignay                        | |                                                                                               | 45° 55′ 24″ N, 0° 36′ 21″ O |              |
| Renaissance                                    | Château de Bois-Charmant                                  | Nouillers                     | | XVe et XVIe siècles                                                                           | 45° 55′ 44″ N, 0° 40′ 05″ O |              |
| Néo-classique                                  | Château de Bois-Vert                                      | Fouras                        | |                                                                                               | 45° 59′ 36″ N, 1° 06′ 05″ O |              |
| Renaissance                                    | Château de Bonnemie                                       | Saint-Pierre-d'Oléron         | Inscrit MH (1981, 1994) · Notice no PA00105215                                                              | XVIe et XVIIIe siècles                                                                        | 45° 56′ 38″ N, 1° 18′ 58″ O |              |
| Château fort · Logis                           | Logis de Bouchereau                                       | Macqueville                   | Inscrit MH (1997) · Notice no PA17000012                                                                    | XIIe et XVIe siècles                                                                          | 45° 48′ 00″ N, 0° 12′ 20″ O |              |
| Forteresse, fort(ification)                    | Fort Boyard                                               | Île-d'Aix                     | Inscrit MH (1950) · Notice no PA00104714                                                                    | 1804                                                                                          | 45° 59′ 59″ N, 1° 12′ 50″ O |              |
|                                                | Château de la Bristière                                   | Échillais                     | |                                                                                               | 45° 54′ 30″ N, 0° 56′ 07″ O |              |
| Château fort · Ruine ou disparu                | Tour de Broue                                             | Saint-Sornin                  | Inscrit MH (1925) · Notice no PA00105240                                                                    | XIe siècle                                                                                    | 45° 47′ 15″ N, 0° 58′ 33″ O |              |
| Renaissance                                    | Château de Burie                                          | Burie                         | Inscrit MH (1925) · Notice no PA00104636                                                                    | XVIe siècle                                                                                   | 45° 46′ 20″ N, 0° 25′ 20″ O |              |
|                                                | Château de Bussac                                         | Bussac-sur-Charente           | | XVIIe siècle                                                                                  | 45° 46′ 49″ N, 0° 37′ 55″ O |              |
| Classicisme, classique                         | Château de Buzay                                          | La Jarne                      | Inscrit MH (1950) · Classé MH (2004) · Notice no PA00104772 · Notice no IA17008854                          | XVIIIe et XIXe siècles                                                                        | 46° 07′ 35″ N, 1° 04′ 55″ O |              |
|                                                | Château de Caillères                                      | Clérac                        | Inscrit MH (1949) · Notice no PA00104653                                                                    |                                                                                               |                             |              |
|                                                | Château de la Cave                                        | Saint-Savinien                | |                                                                                               |                             |              |
|                                                | Château de Champdolent                                    | Champdolent                   | |                                                                                               |                             |              |
|                                                | Château de la Charlotterie                                | Fontcouverte                  | Notice no IA17008853                                                                                        |                                                                                               |                             |              |
|                                                | Château de Charron                                        | Charron                       | |                                                                                               |                             |              |
|                                                | Château de Château-Couvert                                | Migron                        | Inscrit MH (1989) · Notice no PA00105305 · Notice no IA17008863                                             |                                                                                               |                             |              |
|                                                | Château de Chatelars (Châtelard)                          | Meursac                       | Inscrit MH (2001) · Notice no PA17000042                                                                    |                                                                                               |                             |              |
|                                                | Château de Chatenet (Châtenet)                            | Rétaud                        | Classé MH (1942) · Inscrit MH (1942) · Notice no PA00104856                                                 |                                                                                               |                             |              |
|                                                | Château de Chaux                                          | Chevanceaux                   | Inscrit MH (1969) · Notice no PA00104652 · Notice no IA17008845                                             |                                                                                               |                             |              |
|                                                | Château de Clam                                           | Saint-Georges-Antignac        | |                                                                                               |                             |              |
|                                                | Château du Clavier                                        | Lagord                        | |                                                                                               |                             |              |
|                                                | Château du Colombier                                      | Le Gua                        | |                                                                                               |                             |              |
| Château fort · Ruine ou disparu                | Château de Cônac                                          | Saint-Thomas-de-Conac         | |                                                                                               |                             |              |
|                                                | Château de Coulonges                                      | Saint-Savinien                | |                                                                                               |                             |              |
|                                                | Château de Cramahé                                        | Salles-sur-Mer                | Inscrit MH (1925) · Notice no PA00105268                                                                    |                                                                                               |                             |              |
|                                                | Château de Crazannes                                      | Crazannes                     | Classé MH (1913) · Inscrit MH (1925, 1963, 1988) · Notice no PA00104664                                     |                                                                                               |                             |              |
|                                                | Château de Dampierre-sur-Boutonne                         | Dampierre-sur-Boutonne        | Classé MH (1926) · Inscrit MH (1990) · Notice no PA00104667                                                 |                                                                                               |                             |              |
|                                                | Château de Diconche                                       | Saintes                       | |                                                                                               |                             |              |
|                                                | Château de Didonne                                        | Semussac                      | |                                                                                               |                             |              |
|                                                | Château de Dion                                           | Chérac                        | Inscrit MH (2012) · Notice no PA17000097                                                                    |                                                                                               |                             |              |
|                                                | Château du Douhet                                         | Le Douhet                     | Inscrit MH (1969) · Notice no PA00104672 · Notice no IA17008850                                             |                                                                                               |                             |              |
|                                                | Château d'Écoyeux (Château de Polignac)                   | Écoyeux                       | Inscrit MH (1971) · Notice no PA00104677 · Notice no IA17008851                                             |                                                                                               |                             |              |
|                                                | Château de l'Épine                                        | Plassay                       | |                                                                                               |                             |              |
| Néo-classique                                  | Château de l'Espie                                        | Clérac                        | |                                                                                               | 45° 11′ 02″ N, 0° 13′ 25″ O |              |
| Classicisme, classique                         | Château de la Faucherie                                   | L'Houmeau                     | |                                                                                               | 46° 10′ 53″ N, 1° 10′ 27″ O |              |
|                                                | Château de Favières                                       | Mosnac                        | |                                                                                               |                             |              |
|                                                | Château de la Faye                                        | Villexavier                   | Inscrit MH (2010) · Notice no PA17000084                                                                    |                                                                                               |                             |              |
|                                                | Château de Feusse                                         | Saint-Just-Luzac              | Classé MH (1984, 1989) · Inscrit MH (1984, 1989) · Notice no PA00105191                                     |                                                                                               |                             |              |
|                                                | Château de Fontaines                                      | Fontaines-d'Ozillac           | |                                                                                               |                             |              |
|                                                | Château de Forgettes                                      | Saint-Savinien                | |                                                                                               |                             |              |
| Château fort · Forteresse, fort(ification)     | Fort de Fouras                                            | Fouras                        | Classé MH (1987) · Notice no PA00104693 · Notice no M0824                                                   | XVe et XVIIe siècles                                                                          | 45° 59′ 10″ N, 1° 05′ 51″ O |              |
|                                                | Château de la Garde                                       | Salignac-sur-Charente         | Inscrit MH (1987) · Notice no PA00105267                                                                    |                                                                                               |                             |              |
|                                                | Château de la Gataudière                                  | Marennes                      | Inscrit MH (1948) · Classé MH (1949) · Notice no PA00104788 · Notice no IA17008860                          |                                                                                               |                             |              |
|                                                | Château de Geay                                           | Geay                          | Inscrit MH (1986) · Notice no PA00104695                                                                    |                                                                                               |                             |              |
|                                                | Château du Gibeau                                         | Marignac                      | |                                                                                               |                             |              |
|                                                | Château des Gonthières                                    | Périgny                       | |                                                                                               |                             |              |
|                                                | Château de la Grange                                      | Saint-Jean-d'Angély           | |                                                                                               |                             |              |
|                                                | Château de la Grève                                       | Puy-du-Lac                    | |                                                                                               |                             |              |
|                                                | Château de l'Herbaudière                                  | Salles-sur-Mer                | Inscrit MH (1973) · Notice no PA00105269 · Notice no IA17008891                                             |                                                                                               |                             |              |
|                                                | Château de La Hoguette                                    | Chamouillac                   | |                                                                                               |                             |              |
| Château fort                                   | Tour de l'Isleau                                          | Saint-Sulpice-d'Arnoult       | Inscrit MH (1925) · Notice no PA00105242                                                                    | XIIe siècle                                                                                   |                             |              |
|                                                | Château de Jonzac                                         | Jonzac                        | Classé MH (1913) · Inscrit MH (1942, 1979) · Notice no PA00104777                                           | hôtel de ville                                                                                |                             |              |
|                                                | Château de la Laigne                                      | Asnières-la-Giraud            | |                                                                                               |                             |              |
|                                                | Château de Laléard                                        | Saint-Hilaire-de-Villefranche | |                                                                                               |                             |              |
|                                                | Château de Landes                                         | Landes                        | |                                                                                               |                             |              |
| Forteresse, fort(ification) · Ruine ou disparu | Fort Louis                                                | La Rochelle                   | Notice no IA17000059                                                                                        | XVIIe siècle                                                                                  | 46° 09′ 21″ N, 1° 10′ 20″ O |              |
| Forteresse, fort(ification)                    | Fort Louvois                                              | Bourcefranc-le-Chapus         | Classé MH (1929) ·                                                                                          | 1694                                                                                          | 45° 51′ 26″ N, 1° 10′ 27″ O |              |
|                                                | Château de Luchat                                         | Luchat                        | Inscrit MH (1994) · Notice no PA00132882                                                                    |                                                                                               |                             |              |
|                                                | Château de Luret                                          | Tonnay-Boutonne               | |                                                                                               |                             |              |
|                                                | Château de Lussac                                         | Lussac                        | Inscrit MH (1999) · Notice no PA17000021                                                                    |                                                                                               |                             |              |
|                                                | Château de la Magdeleine                                  | Saint-Martin-d'Ary            | |                                                                                               |                             |              |
| Logis · Ruine ou disparu                       | Logis de Maine-Moreau                                     | Annepont                      | Inscrit MH (1949) · Notice no PA00104593                                                                    |                                                                                               |                             |              |
|                                                | Château de Marlonges                                      | Chambon                       | |                                                                                               |                             |              |
|                                                | Château de Matha                                          | Matha                         | Inscrit MH (1948) · Classé MH (1952) · Notice no PA00104795                                                 |                                                                                               |                             |              |
|                                                | Château de Meux                                           | Meux                          | Inscrit MH (1975) · Notice no PA00104806                                                                    |                                                                                               |                             |              |
|                                                | Château de Mirambeau                                      | Mirambeau                     | |                                                                                               |                             |              |
|                                                | Château de Mons                                           | Royan                         | |                                                                                               |                             |              |
|                                                | Château de Montendre                                      | Montendre                     | |                                                                                               |                             |              |
|                                                | Château de Montguyon                                      | Montguyon                     | Inscrit MH (2004) · Notice no PA00104814                                                                    |                                                                                               |                             |              |
|                                                | Château de la Morinerie                                   | Écurat                        | Inscrit MH (1969) · Notice no PA00104679 · Notice no IA17008852                                             |                                                                                               |                             |              |
|                                                | Château de Mornay                                         | Saint-Pierre-de-l'Isle        | Inscrit MH (1949) · Notice no PA00105214 · Notice no IA17008886                                             |                                                                                               |                             |              |
|                                                | Château de la Mothe                                       | Meursac                       | |                                                                                               |                             |              |
|                                                | Château de Mouillepied                                    | Port-d'Envaux                 | |                                                                                               |                             |              |
|                                                | Château du Mung                                           | Le Mung                       | |                                                                                               |                             |              |
|                                                | Château de Neuvicq-le-Château                             | Neuvicq-le-Château            | Classé MH (1912) · Notice no PA00104824                                                                     | hôtel de ville                                                                                |                             |              |
|                                                | Château de Nieul-le-Virouil                               | Nieul-le-Virouil              | |                                                                                               |                             |              |
|                                                | Château de Nieul-lès-Saintes                              | Nieul-lès-Saintes             | Inscrit MH (1988) · Notice no PA00104826                                                                    |                                                                                               |                             |              |
|                                                | Château d'Orignac                                         | Saint-Ciers-du-Taillon        | |                                                                                               |                             |              |
|                                                | Château de Panloy                                         | Port-d'Envaux                 | Inscrit MH (1983) · Notice no PA00104852 · Notice no IA17008874                                             |                                                                                               |                             |              |
|                                                | Château du Passage                                        | Yves                          | |                                                                                               |                             |              |
|                                                | Métairie des Pères (Château du Haut-Pérat)                | Les Gonds                     | Inscrit MH (1997) · Notice no PA17000011                                                                    |                                                                                               |                             |              |
|                                                | Château de Périgny (Château de Coureilles)                | Périgny                       | | hôtel de ville                                                                                |                             |              |
|                                                | Château de Pernan                                         | Avy                           | |                                                                                               |                             |              |
|                                                | Château du Pinier                                         | la Vallée                     | |                                                                                               |                             |              |
|                                                | Château de Pisany                                         | Pisany                        | |                                                                                               |                             |              |
|                                                | Château de Plassac                                        | Plassac                       | Inscrit MH (2003, 2008) · Classé MH (2008) · Notice no PA00104839                                           |                                                                                               |                             |              |
|                                                | Château de Poléon                                         | Saint-Georges-du-Bois         | |                                                                                               |                             |              |
| Classicisme, classique                         | Château de Pons                                           | Pons                          | | Mairie                                                                                        | 45° 34′ 41″ N, 0° 32′ 49″ O |              |
| Château fort                                   | Donjon de Pons                                            | Pons                          | |                                                                                               | 45° 34′ 41″ N, 0° 32′ 52″ O |              |
|                                                | Château de la Prévôté                                     | Port-d'Envaux                 | |                                                                                               |                             |              |
|                                                | Château du Priousté                                       | Port-d'Envaux                 | |                                                                                               |                             |              |
|                                                | Château de la Puisade                                     | Saint-Just-Luzac              | |                                                                                               |                             |              |
|                                                | Château de Puyrigauld                                     | Léoville                      | |                                                                                               |                             |              |
|                                                | Château de Ransanne                                       | Soulignonne                   | Inscrit MH (1991) · Notice no PA00105315                                                                    |                                                                                               |                             |              |
|                                                | Château de La Richardière                                 | Marsilly                      | |                                                                                               |                             |              |
|                                                | Château de la Rigaudière                                  | Médis                         | Inscrit MH (1996) · Notice no PA17000002 · Notice no IA17008862                                             | XVIIIe siècle                                                                                 |                             |              |
|                                                | Château de Rioux                                          | Rioux                         | Inscrit MH (1965) · Notice no PA00104859                                                                    |                                                                                               |                             |              |
| Classicisme, classique                         | Château du Roc                                            | Saint-Thomas-de-Conac         | | XVIIIe siècle                                                                                 | 45° 23′ 13″ N, 0° 42′ 03″ O |              |
| Château fort · Renaissance                     | Château de la Roche-Courbon                               | Saint-Porchaire               | Inscrit MH (1946) · Notice no PA00105221 · Notice no IA17008887 · Jardin remarquable · Notice no JAR0000285 | XVe et XVIIe siècles                                                                          | 45° 50′ 10″ N, 0° 46′ 53″ O |              |
| Château fort                                   | Vieux-Port de La Rochelle                                 | La Rochelle                   | Notice no IA17000233                                                                                        | Moyen Âge                                                                                     | 46° 09′ 21″ N, 1° 09′ 12″ O |              |
|                                                | Château de Rochemont                                      | Fontcouverte                  | |                                                                                               |                             |              |
|                                                | Château de Romefort                                       | Saint-Georges-des-Coteaux     | Inscrit MH (1995) · Classé MH (2002) · Notice no PA00135585                                                 |                                                                                               |                             |              |
|                                                | Château de Roussillon                                     | Saint-Germain-du-Seudre       | |                                                                                               |                             |              |
|                                                | Château de Saint-Jean-d'Angle                             | Saint-Jean-d'Angle            | Classé MH (1994) · Notice no PA00105188                                                                     |                                                                                               |                             |              |
|                                                | Château de Saint-Maigrin                                  | Saint-Maigrin                 | |                                                                                               |                             |              |
|                                                | Château de Saint-Maury                                    | Pons                          | | lieu de naissance de Théodore Agrippa d'Aubigné écrivain et poète baroque français protestant |                             |              |
|                                                | Tour de Saint-Sauvant                                     | Saint-Sauvant                 | Classé MH (1914) · Notice no PA00105230                                                                     |                                                                                               |                             |              |
|                                                | Château de Saint-Seurin-de-Clerbise (Château de Clerbise) | Belluire                      | |                                                                                               |                             |              |
|                                                | Château de Saint-Seurin-d'Uzet                            | Chenac-Saint-Seurin-d'Uzet    | Inscrit MH (2012) · Notice no PA17000096                                                                    |                                                                                               |                             |              |
|                                                | Château de Saint-Simon-de-Bordes                          | Saint-Simon-de-Bordes         | |                                                                                               |                             |              |
|                                                | Château de la Salle                                       | Gémozac                       | Inscrit MH (1990) · Notice no PA00105312                                                                    |                                                                                               |                             |              |
|                                                | Château des Salles                                        | Saint-Fort-sur-Gironde        | |                                                                                               |                             |              |
|                                                | Château de la Sauzaie                                     | Saint-Xandre                  | Inscrit MH (1997) · Notice no PA17000016                                                                    |                                                                                               |                             |              |
|                                                | Hospice de Soubise (Hôtel des Rohan)                      | Soubise                       | |                                                                                               |                             |              |
|                                                | Château de Surgères                                       | Surgères                      | Inscrit MH (1925) · Notice no PA00105274 · Notice no IA17008893                                             |                                                                                               |                             |              |
| Manoir, gentilhommière                         | Château du Taillan                                        | Saint-Martin-d'Ary            | | XVIe siècle                                                                                   | 45° 13′ 04″ N, 0° 11′ 57″ O |              |
|                                                | Château de Taillebourg                                    | Taillebourg                   | |                                                                                               |                             |              |
|                                                | Château de Tesson                                         | Tesson                        | |                                                                                               |                             |              |
|                                                | Château de Théon                                          | Arces                         | |                                                                                               |                             |              |
|                                                | Château de Thérac                                         | Les Gonds                     | Inscrit MH (1997) · Notice no PA17000010                                                                    |                                                                                               |                             |              |
|                                                | Château de la Tillade                                     | Saint-Simon-de-Pellouaille    | |                                                                                               |                             |              |
|                                                | Château de Tonnay-Charente                                | Tonnay-Charente               | |                                                                                               |                             |              |
|                                                | Château des Touches                                       | Villars-en-Pons               | |                                                                                               |                             |              |
|                                                | Château de la Tour                                        | Port-d'Envaux                 | |                                                                                               |                             |              |
|                                                | Château du Treuil-Bussac                                  | Fouras                        | |                                                                                               |                             |              |
| Renaissance                                    | Château d'Usson (Château des Énigmes)                     | Pons                          | |                                                                                               |                             |              |
| Logis                                          | Logis de Vallade                                          | Rétaud                        | Inscrit MH (1992) · Notice no PA00105319                                                                    |                                                                                               |                             |              |
|                                                | Château de Vaux-sur-Mer                                   | Vaux-sur-Mer                  | | hôtel de ville                                                                                |                             |              |
|                                                | Château de Vénérand                                       | Vénérand                      | |                                                                                               |                             |              |
|                                                | Château de Vervant                                        | Vervant                       | Inscrit MH (1949) · Notice no PA00105297                                                                    |                                                                                               |                             |              |
|                                                | Château de Villeneuve-la-Comtesse                         | Villeneuve-la-Comtesse        | |                                                                                               |                             |              |